# Luz (Santa Cruz da Graciosa)
Luz è una freguesia civile portoghese, si trova nel comune di Santa Cruz da Graciosa sull'isola delle Azzorre di Graciosa.
Nel 2011, la freguesia contava circa 683 abitanti e una superficie di 11.72 km² (una densità di 58 abitanti per km²).